# Маннё
Маннё (дат. Mandø) — остров в Северном море у юго-западного побережья полуострова Ютландия. Один из Фризских островов (входит в группу Северо-Фризских островов). Принадлежит Дании, входит в состав муниципалитета Эсбьерг (область Южная Дания). Площадь — 7,63 км², население — 44 человека (2009).

## География
Остров расположен приблизительно в 30 км к юго-западу от города Рибе. С материком остров соединён 4-километровой дорогой. Во время приливов дорогу затапливает. Остров окружают обширные броды и приливно-отливные болота, где гнездится множество птиц и обитают другие животные. Виды птиц: крачки, кулики, цапли, утки, в том числе гаги, и другие виды болотных птиц. В прошлых столетиях по периметру острова была построена большая глиняная плотина, в основном вдалеке от берега. Это дало возможность развивать сельское хозяйство — на острове выращивали зерно и разводили овец.

## История
Первое письменное упоминание о Маннё датируется 1231 годом, первая церковь на острове упоминается в 1340 году. Самое старое современное здание построено в 1727 году. До 1741 года остров принадлежал королю и был выкуплен местными жителями на аукционе. Остров остаётся малонаселённым. По переписи 1890 году на острове проживало 262 человека, сейчас менее 70.
В 1887 году на востоке была построена дамба, защищавшая остров от штормов и наводнений, в 1937 году построена вторая северная дамба. Обе дамбы были повреждены во время наводнения в 1981 году.

## Экономика
Основными отраслями экономики острова были сельское хозяйство и рыболовство. Позже история острова связана с мореплаванием. В XX веке сельское хозяйство было хорошо развито, количество ферм достигало 25. К 1997 году осталась только одна ферма.